# La Crescenta-Montrose
La Crescenta-Montrose est une census-designated place de Californie située dans le comté de Los Angeles. Sa population s’élevait à 19 653 habitants lors du recensement de 2010.

## Démographie
| Groupe            | La Crescenta-Montrose | Californie | États-Unis |
| ----------------- | --------------------- | ---------- | ---------- |
| Blancs            | 65,2                  | 57,6       | 72,4       |
| Asiatiques        | 27,4                  | 13,1       | 4,8        |
| Métis             | 3,6                   | 4,9        | 2,9        |
| Autres            | 2,7                   | 17,0       | 6,2        |
| Afro-Américains   | 0,7                   | 6,2        | 12,6       |
| Amérindiens       | 0,4                   | 1,0        | 0,9        |
| Océaniens         | 0,1                   | 0,4        | 0,2        |
| Total             | 100                   | 100        | 100        |
|                   |                       |            |            |
| Latino-Américains | 11,4                  | 37,6       | 16,7       |

Selon l'American Community Survey, pour la période 2011-2015, 53,49 % de la population âgée de plus de 5 ans déclare parler l'anglais à la maison, 18,74 % déclare parler le coréen, 10,37 % l'arménien, 6,73 % l'espagnol, 2,23 % le tagalog, 1,17 % l'hindi, 0,64 % le japonais, 0,56 % l'arabe, 0,54 % le français et 5,55 % une autre langue.